# 索斯尼夫卡 (波爾塔瓦區)
49°36′1″N 34°39′22″E / 49.60028°N 34.65611°E
索斯尼夫卡（烏克蘭語：Соснівка）是位於烏克蘭中部波爾塔瓦州波爾塔瓦區的村莊，處於科洛馬克河左岸，距離韋爾霍利1公里，海拔高度82米，2001年人口35。